# Thomas-Alexandre Dumas
Thomas-Alexandre Dumas Davy de la Pailleterie (Jérémie, Saint-Domingue, 25 de marzo de 1762-Villers-Cotterêts, Francia 26 de febrero de 1806), también conocido como Alexandre Dumas o como general Dumas o, también, como "El Diablo Negro", fue un general francés, padre de Alejandro Dumas —a quien le inspiró el personaje del conde de Montecristo— y abuelo de Alejandro Dumas (hijo). Fue uno de los primeros militares con sangre subsahariana en Europa que ascendió al grado de general (el primero fue Abram Gannibal), llegando a comandar con 31 años de edad un ejército de 53 mil hombres durante la campaña de Italia.

## Biografía
Fue el hijo ilegítimo de un plantador de Saint-Domingue, el marqués Alexandre-Antoine Davy de la Pailleterie, que estaba al servicio del gobierno de Francia como général de artillería, y una de sus esclavas negras, Marie-Cesette Dumas. Nació en la Guinaudée, la plantación de su padre situada en la punta occidental de la isla de Santo Domingo. Su madre habría muerto de disentería cuando Thomas-Alexandre tenía 12 años, sin embargo este dato se contradice con algunas evidencias que indican que en 1801 aún vivía.
Al igual que sus tres hermanos y hermanas, fue vendido por su padre, que tenía necesidad de dinero para poder regresar a Francia, aunque los recompró y se los llevó con él a la metrópoli hacia 1780. Se instalaron en París donde Thomas-Alexandre pudo frecuentar a los jóvenes aristócratas de la capital como el marqués de La Fayette. Cuando el marqués Davy de la Pailleterie regresó a Francia recuperó su título y propiedades. Vendió el castillo familiar de Pailleterie a cambio de 100 000 libras y una renta vitalicia de 10 000. Thomas-Alexandre, su hijo mestizo, llegó a Francia aprovechando una triquiñuela legal (entró como esclavo, ya que antes lo había vendido, lo recompró y lo liberó). El padre del futuro general le dio la educación que le correspondía a los jóvenes nobles de la época, siendo formado en la academia de Nicolas Texier de la Boëssière, donde el joven fue discípulo del Caballero de Saint-Georges (Joseph Bologne), también mestizo y conocido por su dominio de la esgrima y del violín.
En 1786 tuvo una disputa con su padre y este lo desheredó. Entonces decidió ingresar en el ejército francés, alistándose el 2 de junio de 1786 en el regimiento de dragones de la reina. Entró como soldado raso, y para proteger la reputación aristocrática de la familia, cambió su nombre usando el apellido de su madre: Alexandre Dumas. Algunos días después murió su padre. En su primer regimiento trabó relación con los futuros generales de la Revolución francesa Jean-Louis Espagne, Louis-Chrétien Carrière, y Joseph Piston. En agosto de 1789 su regimiento fue enviado a Villers-Cotterêts para asegurar la región. En una posada conoció a la hija del posadero, que sería su futura mujer, Marie-Louise Elisabeth Labouret. 
Su gran estatura —medía 1,85 metros— y su habilidad en el manejo de las armas le hizo ascender rápidamente. En septiembre de 1792 ya era teniente coronel de la legión franca de los Americanos y del Midi, creada una semana antes por Julien Raimond, el líder de los hombres de color de París. En los meses siguientes consigue nuevos ascensos alcanzando el grado de general y obteniendo el mando del ejército de los Alpes el 22 de diciembre de 1793. En ese puesto demuestra su maestría en las operaciones «de guerre des montagnes» y ocupa el Petit-Saint Bernard y el Mont Cenis en 1794. Cuando alcanzó el rango de coronel en 1792 se casó con Marie-Louise. 
En 1796 se incorporó al ejército de Italia comandado por Napoleón Bonaparte. Al año siguiente un altercado con el general Berthier, jefe del estado mayor que había infravalorado su papel en una de las batallas, provoca que su división sea disuelta y pase a estar integrada en la del general Masséna. Sin embargo, recupera su prestigio militar cuando consigue rechazar una contrataque  austríaco sobre el puente de Brixen y en el que demuestra un gran valor —resultando herido—. Como recompensa a su valentía, Napoleón Bonaparte le concede el sobrenombre de «Horacio Cloclès del Tirol» (del nombre de un héroe de la Roma antigua); los austríacos lo llaman «el Diablo negro».
En 1798 participa en la Campaña napoleónica en Egipto y Siria, en la que se intensifica su relación personal con Napoleón, quien le concede el mando de la caballería del ejército de Oriente. Así, es uno de los primeros en entrar en Alejandría y uno de los generales que dirige la represión de la revuelta de El Cairo del 21-22 de octubre de 1798. Pero entonces su relación con Bonaparte ya se había deteriorado debido a que había criticado la marcha forzada de Alejandría a El Cairo ordenada por Napoleón en julio, durante la que muchos hombres murieron de agotamiento y de hambre. Bonaparte accede entonces a que vuelva a Francia. Zarpa de Alejandría el 7 de marzo de 1799. Se dice que cayó en desgracia cuando le dijo al futuro emperador Bonaparte: «Por la gloria y el honor de la patria, yo daría la vuelta al mundo, pero si solo se tratara de un capricho suyo, no daría un solo paso».
En su viaje de regreso a Francia fue hecho prisionero por los napolitanos cuando navegaba cerca de Tarento. Permaneció en cautividad entre el 17 de marzo de 1799 y el 5 de abril de 1801. Durante ese tiempo fue objeto de malos tratos por lo que cuando quedó libre su salud se había deteriorado ostensiblemente y presentaba varias lesiones físicas: cojo, medio ciego y sordo, con una úlcera de estómago que le acabaría llevando a la muerte. El 13 de septiembre de 1802 Napoleón, primer cónsul de la República, lo obligó a pasar a la reserva, como a otros oficiales de su ejército. Recibe una pensión de 4000 francos, que le asegura un cierto bienestar, aunque nunca llegó a recibir los atrasos que se le debían por su participación en la campaña de Egipto y por su cautividad en Italia. Según Frédéric Régent, «Dumas fue más bien víctima de sus sentimientos republicanos que de su color», aunque este mismo historiador destaca que solo unos meses antes de su pase a la reserva Napoleón había aprobado el decreto de 16 de julio de 1802 por el que se restablecía la esclavitud. Solo gracias a un privilegio especial pudo escapar a la orden de Bonaparte que prohibía la presencia de oficiales y de soldados de color en la región militar de París. Dumas vivía en Villers-Cotterêts junto a su esposa Marie-Louise-Élisabeth Labouret. Allí murió en 1806. Murió de cáncer de estómago el 26 de febrero, cuando su hijo Alejandro Dumas contaba tres años y siete meses.
Según algunas fuentes su rechazo a participar en el sofocamiento de la rebelión de esclavos en Haití fue lo que le hizo caer en desgracia.

## Familia
Se casó en Villers-Cotterets el 28 de noviembre de 1792, con Marie-Louise Labouret (1769-1838), hija de Claude Labouret, posadero y comandante de la Guardia Nacional. De esta unión nacieron dos hijas, una de las cuales murió prematura, y un hijo, Alejandro Dumas (padre), en julio de 1802, que se convertiría en un famoso escritor. Gracias a la ayuda del sacerdote llamado al lecho de su padre, el padre Louis-Chrysostome Gregory (1767-1835) el joven Alejandro Dumas logró escapar de la pobreza.

## Nombres
El general usó diversos nombres a lo largo de su vida Thomas-Alexandre Davy de la Pailleterie, Alexandre Dumas, Alex Dumas, y Thomas-Alexandre Dumas-Davy de la Pailleterie. "Davy de la Pailleterie" es el apellido de su padre y Dumas el de su madre. También empleó Thomas Rethore (o Retore), cuando siendo adolescente viajó con papeles de esclavo a Francia. Alexandre Dumas lo utilizó por primera vez al registrarse como soldado en el regimiento de Dragones de la Reina. Desde 1794 usó Alex Dumas aunque en algunos documentos más formales —como la partida de nacimiento de su hijo, el escritor— firmaba como Thomas-Alexandre Dumas-Davy de la Pailleterie.

## Homenajes
En febrero de 1906, cien años después de su muerte, se erigió una estatua en su honor en París gracias a una campaña de recaudación de fondos que lideró Anatole France. La estatua era obra de Alphonse Perrin de Moncel. Anatole France dijo del general que fue el más grande de los Dumas, que arriesgó su vida y que murió pobre "Tal existencia es una obra maestra con la que nada se puede comparar". La estatua fue destruida por los colaboracionistas de los nazis justo antes de la visita de Hitler a París, en el invierno de 1941-1942 y nunca se restauró ni se repuso.
El 4 de abril de 2009, se inauguró un nuevo monumento en su honor, donde había estado antes: la plaza del General Catroux de París.
Su nombre figura en el muro sur del Arco del Triunfo.
Hay también un museo en su nombre (y de su hijo) en Villers-Cotterêts.

### Filmografía
- Le Diable noir, Documental de 52 minutos, Francia, realizador Claude Ribbe, con Stany Coppet (el general Dumas) coproducción de Ortheal-France 3 Paris Île-de-France, diffusion TV (Francia) France 2, France 3, France O, RFO.
- The three Dumas, Documental, Reino Unido (2007), realizador Gian Godoy, con Juan Carlos Echeverry como el general Dumas. Producción de Trenhorne Films.